# Secret des Moines
Secret des Moines is een Frans blond tripel-bier. Het werd voorheen gebrouwen in Brasserie Grain d'Orge te Ronchin en vanaf 2017 in Brasserie Goudale te Arques (Pas-de-Calais).
De ingrediënten zijn water, gerstemout, tarwe, suiker en hop.